# Дендропарк Перемоги (Одеса)
Парк Перемо́ги — дендропарк у курортному районі Одеси — Аркадії. 

## Історія

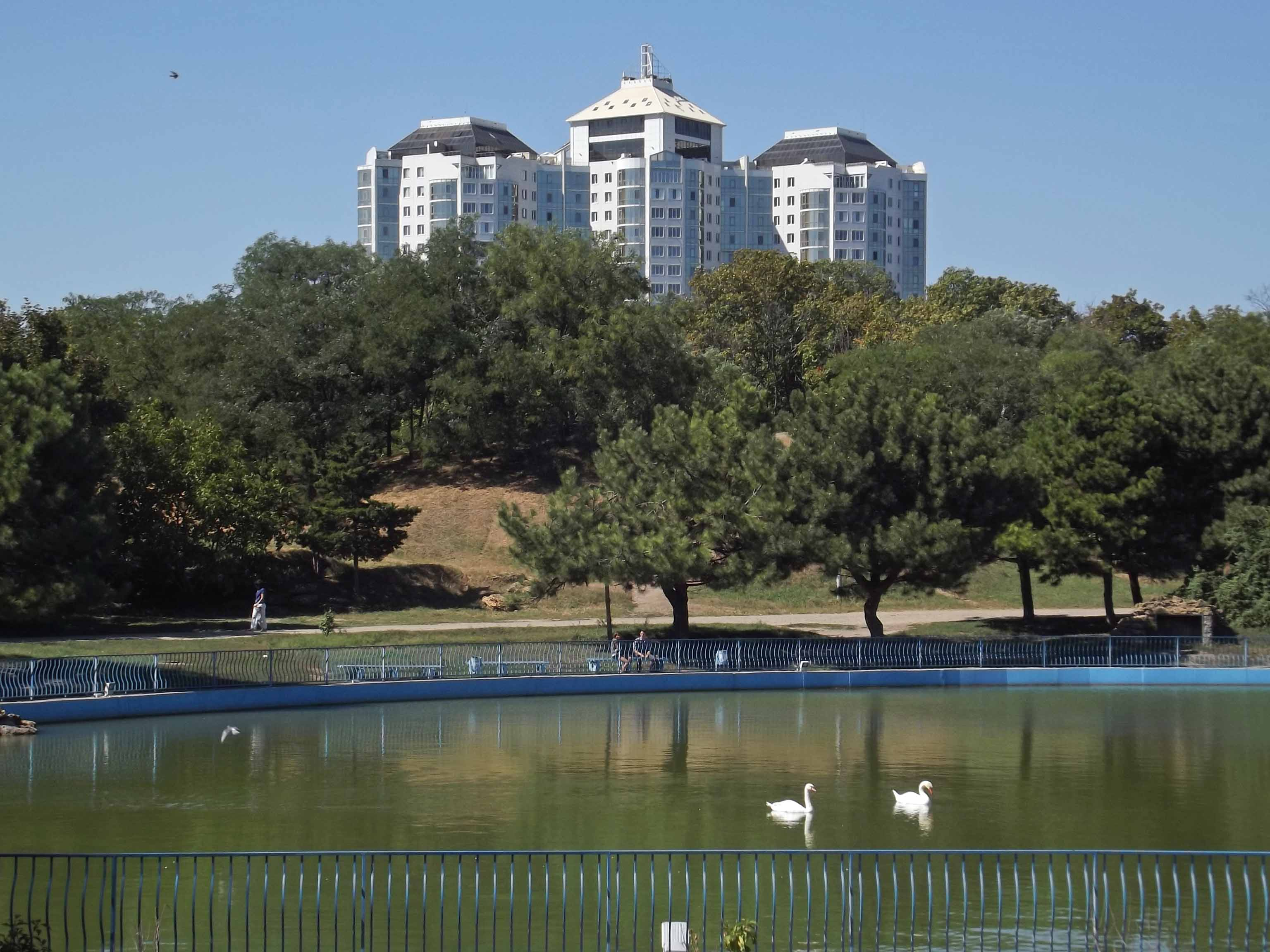
Ставок у парку

У паспорті парку йдеться, що до 1917 року тут розташовувалися дачі купців. Після революції їх зруйнували і настав час запустіння. У минулі часи місцевість нагадувала трущобний район. 
Вже у 1930-х роках на цьому місці планували збудувати новий зоопарк. Але проєкт так і не втілили у реальність. Спершу війна внесла свої корективи, а після неї, коли прорахували вартість, зовсім відмовилися від такої ідеї, вирішивши обмежитися благоустроєм зеленої зони.
Можемо сказати, що історія парку починається з квітня 1960 року, коли на честь дня народження Володимира Леніна на цьому місці провели загальноміський суботник.
Відповідно до задуму з архітекторів М. Середи та І. Грибченкової парк зайняв територію в 55 га. Він був спланований мальовничо: зі стрічками доріжок, що звиваються, відкритими красивими ставками та різноманітною рослинністю, – так це описано в книзі «Одеса. Архітектурно-будівельний нарис».
У 1970-х роках у парку облаштували бетонований став, який, уже в переробленому вигляді, сьогодні є системою з чотирьох штучних озер. Пізніше у них обладнали фонтани. Загальна довжина водойм становить 700 метрів.

## Реконструкція
У 1990-х роках парк перебував у запустінні. Ставки стояли без води, а їхні днища нагадували сміттєзвалище. Зелена зона стала улюбленим місцем безхатченків. По суті, місце виявилося безхазяйним. Через недбале ставлення флора серйозно постраждала – багато дерев та чагарників загинули.
І лише до 60-річчя Перемоги (у 2004-2005 роках) покинуту зону упорядкували і перейменували на парк Перемоги (спочатку він називався на честь Леніна). Там відремонтували чаші ставків, створили гідроізоляцію дна, стін та нарешті визначили «господаря» – КП «Сервісний центр».
До 220-річчя Одеси відреставрували і центральну алею, облаштували клумби, нові лави та урни. Тоді ж відкрили стадіон із футбольним та баскетбольними полями, а також дитячий та спортивний майданчики з силовими тренажерами.
У 2018 році розпочали доброустрій північної частини парку, яку раніше городяни намагалися обходити стороною, оскільки зона була в занепаді. Там облаштували пішохідні доріжки, лавки, нові газони, зовнішнє освітлення.

## Рослини та тварини
У парку висаджено понад 500 видів дерев та чагарників, включаючи теплолюбні примірники. Такі як: гінкго білоба, альбіція ленкоранська, кипарис гваделупський, сумах оленерогий, бундук канадський, шкіряна скумпія, ялиця сибірська, кедр ліванський, барбарис, спірея, сніжноягідник, кизильник. На алеї Дружби дерева посаджені космонавтами Валерієм Биковським, Георгієм Шоніним, членами делегацій міст-героїв. 
Мешканцями парку є черепахи, короп, карась, кої, товстолобик, сом, щука, білки, лебеді та качки.

## Розваги
Основною перевагою парку Перемоги є величезний ставок із фонтаном. По озеру можна покататися на човні, а ввечері насолодитися світловим шоу – десятиметрові струмені фонтану підсвічуються всіма кольорами веселки, а по периметру ставка з боку площі 10 квітня працює підсвічування. Навколо водоймища є лавки-лежанки, які особливо популярні серед відпочивальників.
Іншими розвагами є: 
- спортивна риболовля;
- пташиний мінізоопарк;
- батути та атракціони;
- мотузковий парк;
- зимові катання на замерзлому ставку;
- фестивалі та ярмарки.

## Як дістатися до парку
Між Аркадією та центром міста, паралельно Французькому бульвару, розташовується жвавий проспект Шевченка. Ближче до його закінчення, тобто, до площі 10 квітня можна повернути і опинитися в парку.
Дістатися парку ви зможете скориставшись:
- трамваєм №5;
- тролейбусами №5, 7, 9, 13;
- маршрутними таксі № 9, 115, 129, 137, 146, 168, 185, 198, 242.

## Галерея

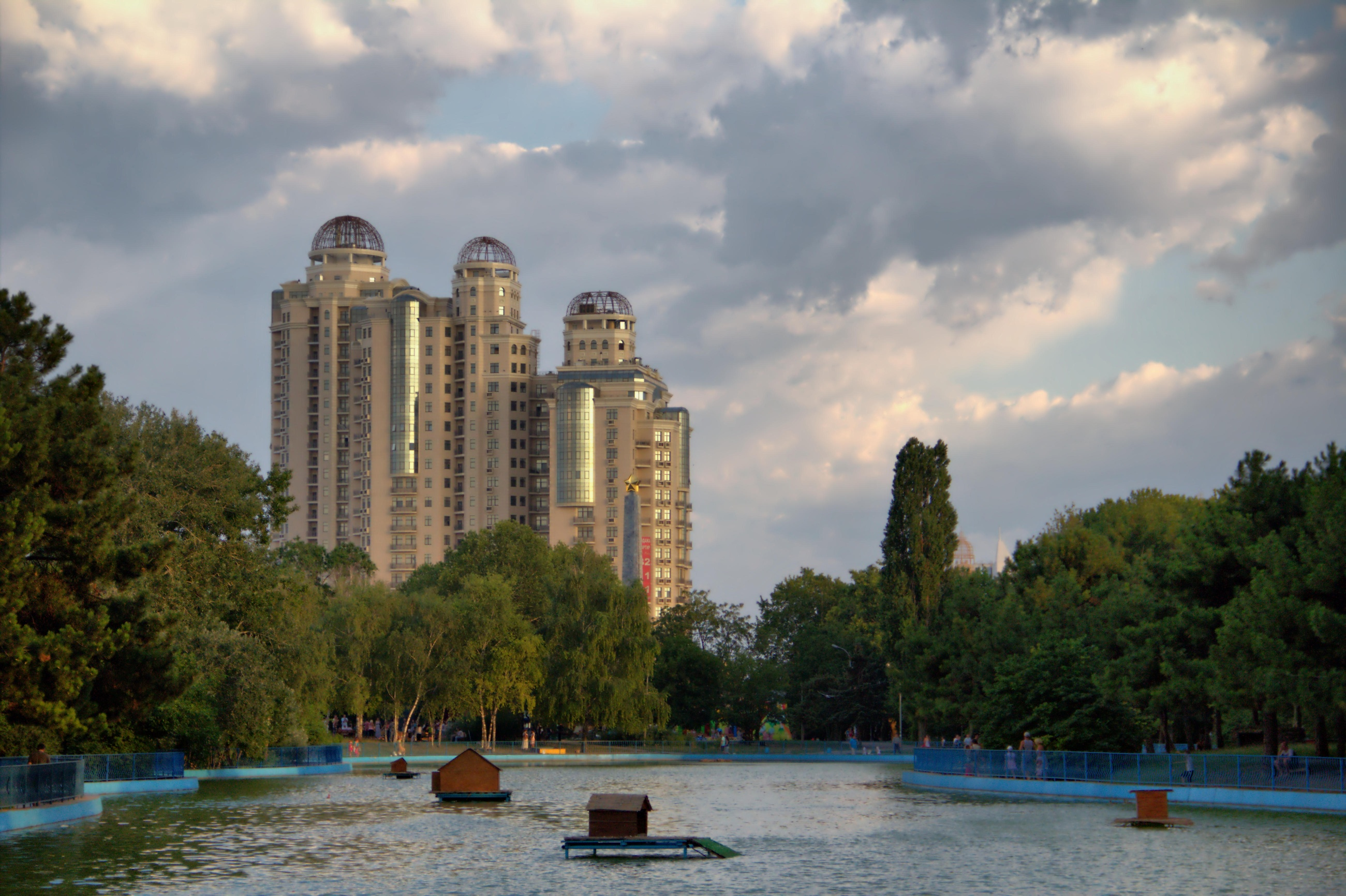
Вид на ставок
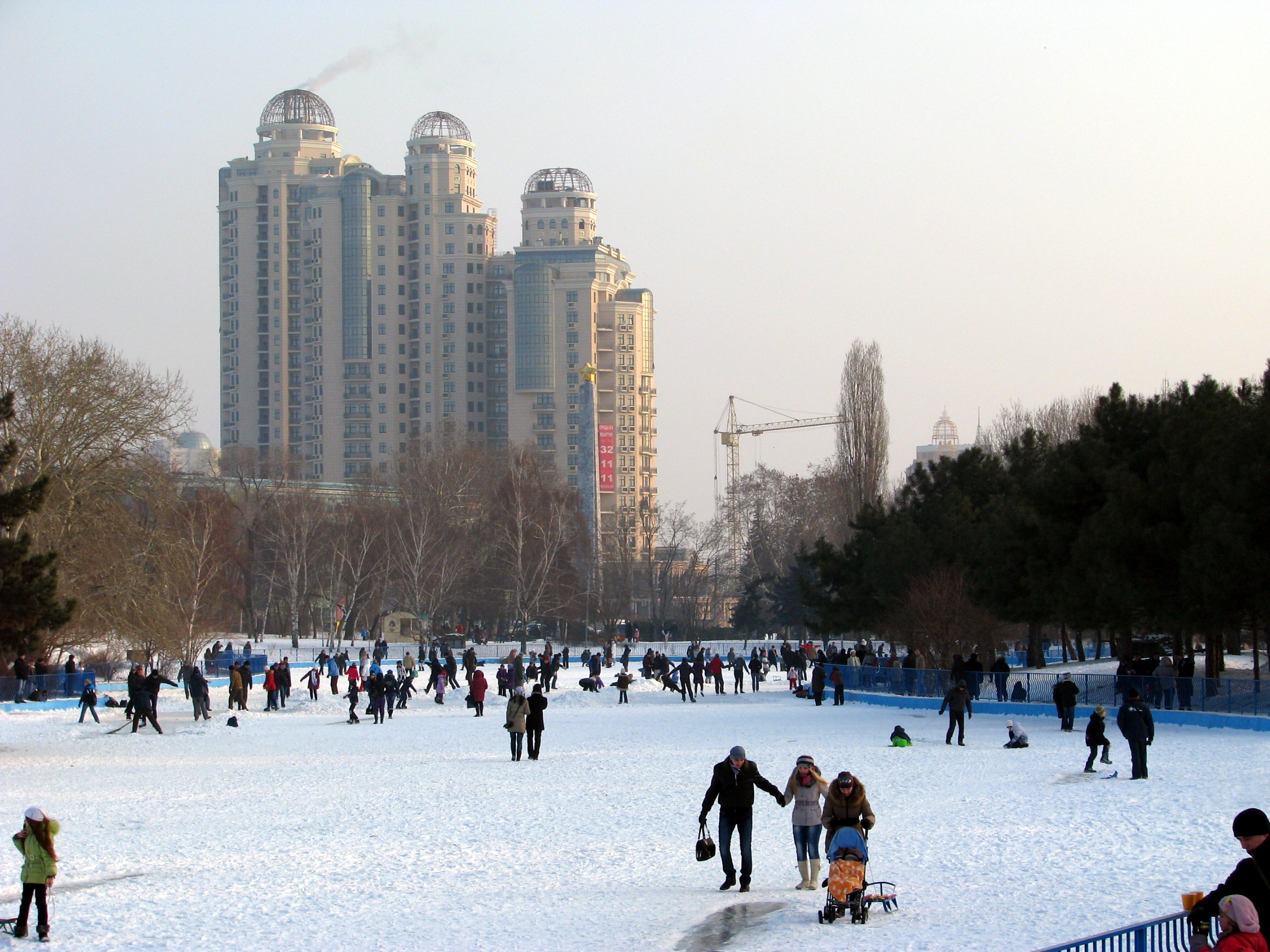
Парк взимку
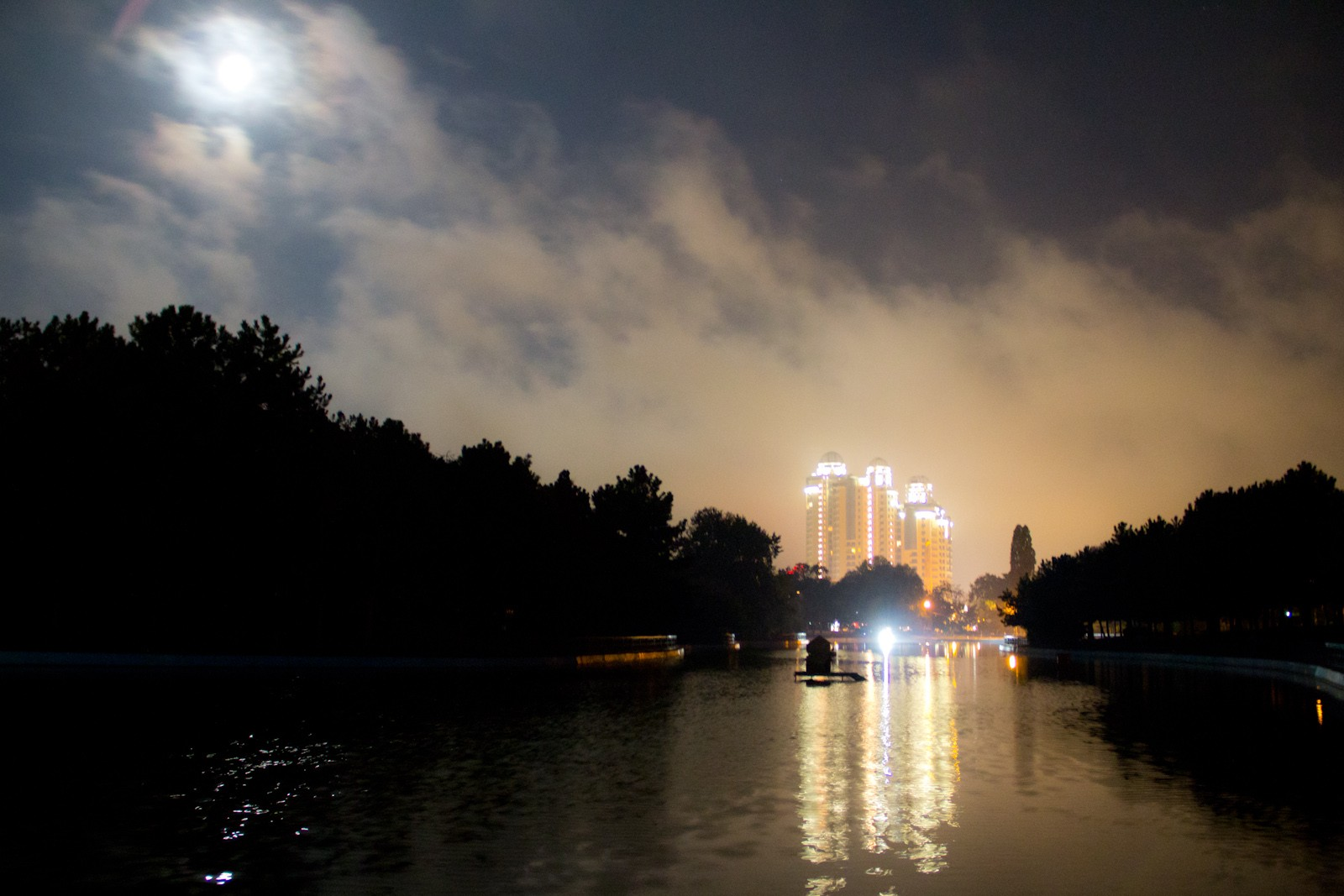
Парк вночі
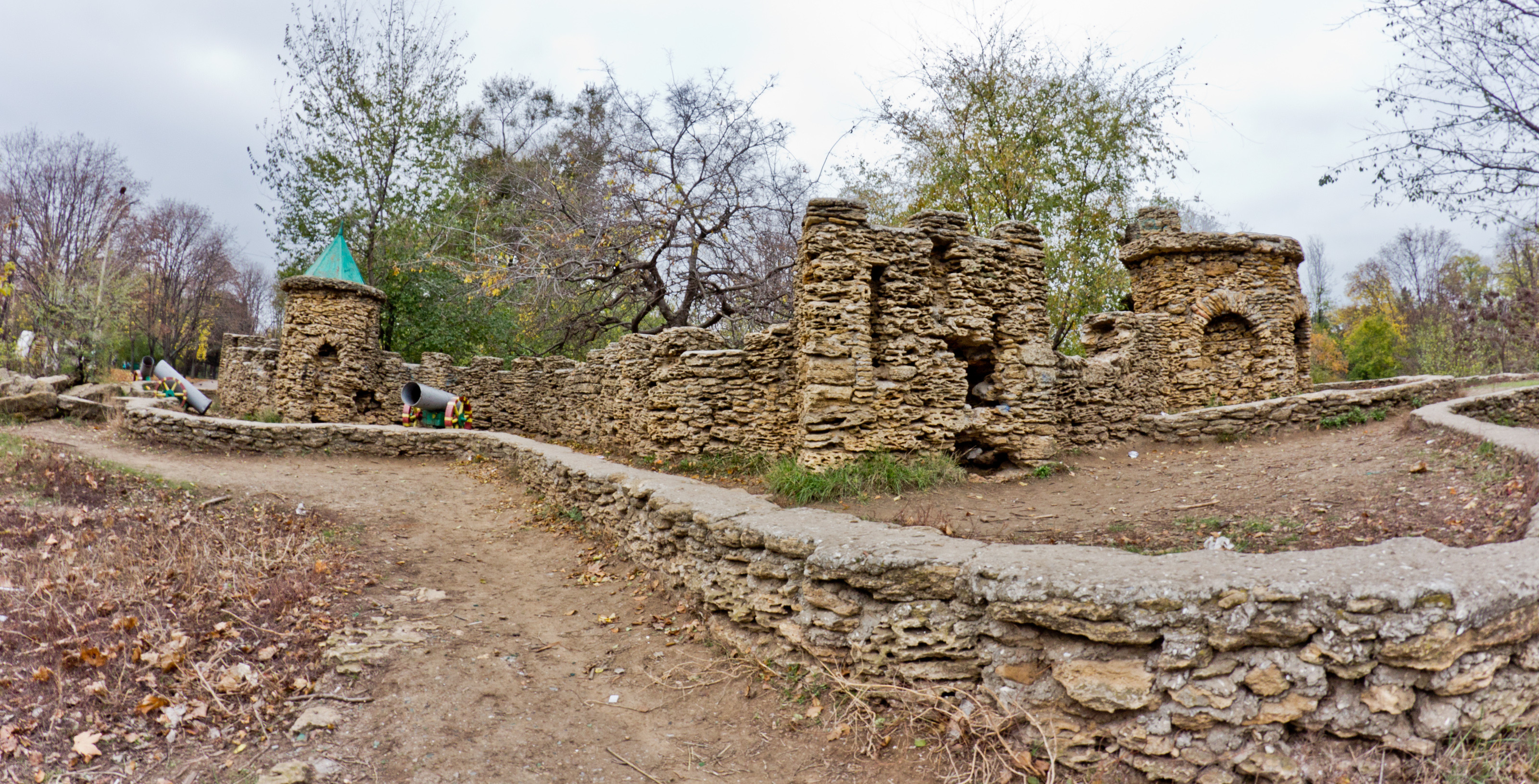
Дитячий замок у парку
- Відеоогляд